# Deux Cent Mille Dollars en cavale
Pour plus de détails, voir Fiche technique et Distribution.
Deux Cent Mille Dollars en cavale (The Pursuit of D. B. Cooper) est un film américain réalisé par Roger Spottiswoode, sorti en 1981. Il s'inspire librement de l'histoire d'un célèbre criminel connu sous le pseudonyme de D. B. Cooper.

## Synopsis
En 1971, un homme identifié comme D.B. Cooper détourne un avion. Après l'obtention d'une rançon, il saute de l'appareil en parachute. Il atterrit dans une forêt de l'État de Washington. Cooper est bientôt identifié comme étant Jim Meade, un ancien militaire. Il est alors traqué par l'enquêteur Bill Gruen, qui était son supérieur dans l'armée.

## Fiche technique
Sauf indication contraire, les informations mentionnées dans cette section peuvent être confirmées par la base de données cinématographiques IMDb,  présente dans la section « Liens externes ».
- Titre : Deux Cent Mille Dollars en cavale
- Titre original : The Pursuit of D. B. Cooper
- Réalisation : Roger Spottiswoode (avec la participation non créditée de Buzz Kulik)
- Scénario : Jeffrey Alan Fiskin, avec les participations non créditées de W. D. Richter  et Ron Shelton, d'après le roman Free Fall: A Novel de J. D. Reed
- Décors : E. Preston Ames
- Photographie : Harry Stradling Jr. et Charles F. Wheeler
- Montage : Allan Jacobs et Robbe Roberts
- Musique : James Horner
- Production : Michael Taylor et Dan Wigutow

Producteurs délégués : Don Kranze et Bill Tennant
Producteur associé : Ron Shelton
- Sociétés de production : PolyGram Pictures
- Sociétés de distribution : Universal Pictures (États-Unis), Coline Océanic (France)
- Budget : 14 millions de dollars[1]
- Pays d'origine :  États-Unis
- Langue originale : anglais
- Format : couleur -
- Genre : thriller, crime
- Durée : 100 minutes
- Dates de sortie[2] :
  -  États-Unis : 13 novembre 1981
  -  France : 2 juin 1982

## Distribution
- Robert Duvall (VF : Gabriel Cattand) : le sergent Bill Gruen
- Treat Williams (VF : Richard Darbois) : Jim Meade alias D. B. Cooper
- Kathryn Harrold (VF : Annie Balestra) : Hannah Meade
- Ed Flanders (VF : Marc Cassot) : Brigadier, le père de Meade
- Paul Gleason (VF : Serge Lhorca) : Remson
- R. G. Armstrong (VF : Philippe Dumat) : Dempsey
- Dorothy Fielding (VF : Arlette Thomas) : Denise
- Nicolas Coster : Avery
- Cooper Huckabee (VF : Marc François) : Homer
- Howard K. Smith (VF : Jean Berger) : lui-même (le présentateur tv)
- Christopher Curry (VF : Vincent Violette) : le hippie
- Stacy Newton (VF : Claude Joseph) : le cowboy
- Pat Ast (VF : Paule Emanuele) : la dame qui vend une voiture à Meade
- Michael Potter (VF : Pascal Renwick) : le pilote de l'avion
- David Adams (VF : Jean Berger) : un interrogateur du FBI
- Michael O'Hare (VF : Pascal Renwick) : le propriétaire de la voiture vendue par le cowboy
- Robert Sola (VF : William Sabatier) : le ranger qui contrôle Meade

## Production
Le scénario est inspiré du roman Free Fall: A Novel de J. D. Reed inspiré par l'affaire D. B. Cooper. Le roman est adapté par Jeffrey Alan Fiskin. John Frankenheimer est engagé comme réalisateur. il est finalement remplacé par Buzz Kulik seulement après le tournage d'une séquence. Le script est réécrit notamment par W. D. Richter, de manière non créditée. Les producteurs font ensuite appel à Roger Spottiswoode pour tourner une grosse scène d'action et pour monter le film. Roger Spottiswoode déclarera que le film était « condamné » même s'il tourne de nouvelles séquences. De nouvelles scènes sont alors écrites, par Ron Shelton, qui sera finalement crédité comme producteur associé dans le générique. Finalement, ces nouvelles séquences correspondent à 70 % du film finalisé. Seul Jeffrey Allan Fiskin sera cependant crédité comme scénariste.
Pour promouvoir et faire parler du film, Universal Pictures offre un million de dollars pour toute information pouvant aider à l'arrestation de D. B. Cooper. Personne ne réclamera cette prime.
Le tournage a lieu en Arizona (Davis-Monthan Air Force Base, désert de Sonora, Tucson, Marana), à Jackson dans le Wyoming ainsi que dans l'Oregon.

## Accueil
En 1982, John Frankenheimer — le réalisateur initialement engagé pour le film — le décrit comme « probablement ma pire expérience ». Il ajoute « une personne-clef dans la chaine de commande a menti au management et à moi-même ».
Le film ne récolte que 3 702 028 $. En France, il attire 330 601 spectateurs en salles.

## Distinction
Le film obtient le prix spécial du jury du festival du film policier de Cognac 1982.

## Erreur
Dans le film, D. B. Cooper saute de l'avion de jour. Dans la réalité, il aurait sauté en pleine nuit et sous une pluie battante.